# Der Mann der 1000 Wunder
Der Mann der 1000 Wunder (Originaltitel: The Miracle Maker; Russ.: Чудотворец) ist ein Puppen- und Zeichentrickfilm aus dem Jahr 2000 der Regisseure Derek W. Hayes und Stanislav Sokolov.

## Handlung
Die Lebensgeschichte des jüdischen Zimmermanns Jesus von Nazaret wird aus der Sicht der kleinen Tamar erzählt, der Tochter des Synagogenvorstehers Jairus. Sie begegnet Jesus, während dieser in Galiläa und später in Jerusalem predigt und dabei auf Ablehnung unter Priestern und Schriftgelehrten stößt. Jesus predigt den Menschen vom bevorstehenden Königreich Gottes und heilt zahlreiche Kranke. Er kann über das Wasser gehen, und ermöglicht, dass auf wundersame Weise die Netze des Fischers Simon Petrus mit zahlreichen Fischen gefüllt werden. Daher wird er von den Menschen als Mann gefeiert, der 1000 Wunder vollbringen kann.
In Jerusalem wird Jesus von einem seiner Anhänger, Judas, an die jüdischen Priester ausgeliefert. Diese übergeben Jesus als mutmaßlichen Gotteslästerer dem Statthalter Pontius Pilatus, der Jesus auf Drängen der Volksmenge zum Tod am Kreuz verurteilt. Das Urteil wird vollstreckt. Drei Tage später steht Jesus von den Toten auf und fährt auf in den Himmel.

## Hintergrund
Gedreht wurde der Film mit dem so genannten Stop-Motion-Verfahren in einem Studio in Moskau. Die Postproduktion fand in Cardiff statt.
Die Filmpremiere war am 31. März 2000 in Großbritannien. Erstausstrahlung im frei empfangbaren Fernsehen war im deutschsprachigen Raum am 24. Dezember 2003 im Kinderkanal, am 6. Dezember 2004 wurde der Film auf DVD veröffentlicht.
Die Titelmusik zu Beginn des Films wurde vom walisischen Komponisten Karl Jenkins komponiert. Sie trägt den Titel Adiemus.
Für die Schauspieler Michael Bryant, Daniel Massey und Bob Peck waren es die letzten Filme, an deren Produktion sie beteiligt waren. Sie starben kurz vor bzw. nach der Premiere.

## Synchronisation
| Rollenname             | Originalsprecher      | Synchronsprecher     |
| ---------------------- | --------------------- | -------------------- |
| Jesus von Nazaret      | Ralph Fiennes         | Helmut Zierl         |
| Gott                   | Michael Bryant        | Walter Niklaus       |
| Tamar                  | Rebecca Callard       | Kristina Tietz       |
| Jaïrus                 | William Hurt          | Peter Flechtner      |
| Rahel                  | Julie Christie        | Marina Krogull       |
| Maria Magdalena        | Miranda Richardson    | Heidrun Bartholomäus |
| Kleopas                | Daniel Massey         | Helmut Krauss        |
| Johannes der Täufer    | Richard E. Grant      |                      |
| Pontius Pilatus        | Ian Holm              | Lutz Mackensy        |
| Herodes Antipas        | Anton Lesser          | Udo Schenk           |
| Maria                  | Emily Mortimer        | Regine Albrecht      |
| Simon Petrus           | Ken Stott             | Oliver Feld          |
| Judas Iskariot         | David Thewlis         | Stefan Senf          |
| Josef von Arimathäa    | Bob Peck              |                      |
| Simon der Pharisäer    | Alfred Molina         |                      |
| Gaius Velius Quintilus | Lennie James          |                      |
| Barabbas               | Tim McInnerny         |                      |
| Andreas                | Ewan Stewart          |                      |
| Johannes/Jakobus       | Dougray Scott         |                      |
| Thomas                 | James Frain           |                      |
| Matthäus/Hannas        | Patrick Godfrey       |                      |
| Kajaphas               | David Schofield       |                      |
| Asha Ben Azra          | Antony Sher           |                      |
| Satan                  | William Hootkins      |                      |
| Lazarus                | Robert Duncan McNeill |                      |
| Maria von Bethanien    | Julie Higginson       |                      |
| Martha von Bethanien   | Sian Rivers           |                      |
| Ruben                  | David Becalick        |                      |
| Zelot Joram            | Geraint Owen          |                      |

## Kritiken
„Ein durchaus ernsthafter Puppentrickfilm, der das Leben Jesu und die Heilsgeschichte in kindgerechter Form darzubringen versucht.“